# Дмитрук, Артём Геннадьевич
Артём Геннадьевич Дмитрук (укр. Артем Геннадійович Дмитрук; род. 28 июня 1993, Казатин, Винницкая область) — украинский политик. Народный депутат Украины IX созыва (с 2019 года). Член партии «Слуга народа».

## Биография
Родился 28 июня 1993 года в Казатине Винницкой области. Его мать Ирина длительное время проживала за рубежом. С 13 лет Артём жил в Одессе. По собственным словам в Одессу он переехал самостоятельно без родителей: «Первое время ночевал на вокзале и просто выживал. Чтобы прокормиться, искал любую работу: грузчиком, разносчиком, сторожем, продавцом. Работал круглосуточно. Днём торговал, а вечером — охранял. Потом даже стал небольшим предпринимателем, работал на пляжах. Параллельно учился и смог получить образование». Окончил юридический колледж при Одесской юридической академии по специальности «правовед».
В подростковом возрасте начал заниматься силовым тренингом. Становился чемпионом Украины и призёром чемпионата мира по пауэрлифтингу, победителем и призёром различных турниров по самбо, рукопашному бою, панкратиону, призёром международного турнира по боксу памяти Александра Суворова. В 2018 году завоевал серебро на Кубке мира по кросслифтингу. Участник «Богатырских игр». Мастер спорта международного класса по пауэрлифтингу.
В 2017 году начал заниматься предпринимательской деятельностью. В Одессе Дмитрук основал два спортивных клуба, где также вёл тренерскую деятельность. Являлся членом общественной организации «Илья Муромец», занимавшейся работой с молодёжью. Соучредитель организации «Я одессит — мне не все равно». В феврале 2021 года основал собственный благотворительный фонд. Глава федерации профессионального бокса Одессы и Одесской области.

### Политическая деятельность

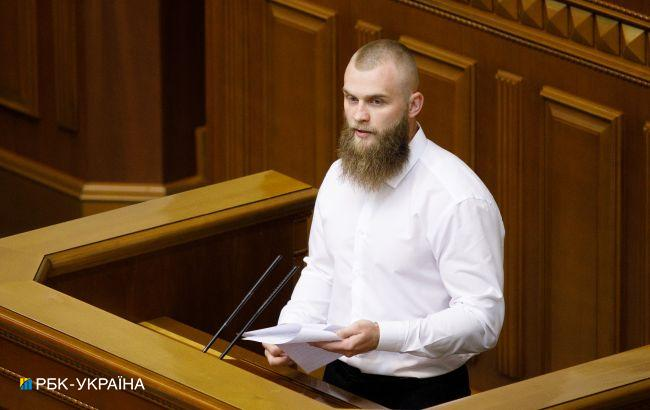
Во время выступления в Верховной раде

На парламентских выборах 2019 года был избран народным депутатом по округу № 133 (Одесская область) от партии «Слуга народа». На момент выборов являлся беспартийным, однако 10 ноября 2019 года получил членский билет партии «Слуга народа». В Верховной раде стал членом комитета по вопросам правоохранительной деятельности.
В сентябре 2021 года Дмитрук был в числе шести депутатов «Слуги народа» не поддержавших отставку спикера парламента Дмитрия Разумкова. Спустя два месяца парламентарий присоединился к межфракционному объединению «Разумная политика», созданного Разумковым. 15 ноября 2021 года руководство фракции «Слуга народа» инициировало процесс исключения Дмитрука из состава фракции. Данное решение было одобрено уже на следующий день вместе с исключением Дмитрука из состава комитета по вопросам правоохранительной деятельности.
25 января 2022 года Дмитрук вместе с группой соратников пытался прорваться на заседание земельной комиссии Одесского городского совета, где рассматривался вопрос отвода земли санатория «Аркадия». В результате конфликта различные травмы получили сотрудники городского совета и муниципальной охраны. По факту произошедшего полиция начала расследование по статье хулиганство. На следующий день Дмитрук заявил, что приостанавливает свою деятельность в межфракционном объединении «Разумна политика».

## Побег из Украины
24 августа 2024 года Дмитрук покинул Украину и был замечен в полиции города Штефан-Водэ (Молдова).
Информация о побеге появилась 25 августа, когда стало известно, что Дмитруку сообщили о подозрении за нападение на правоохранителя и военного и попытку похитить оружие днем ранее.
По данным следствия, в Одессе Дмитрук  напал на полицейского и пытался похитить его оружие. Во время другого инцидента, он избил полицейского, нанеся ему повреждения средней тяжести.
26 августа в Государственном бюро расследований подтвердили, что депутат партии «Слуга народа» Дмитрук пересек границу в Одесской области и находится в Молдове.
29 августа Дмитрука объявили в международный розыск.

## Личная жизнь
С 2019 года женат на Анастасии Александровне Дмитрук (Околотенко). Супруга занимается предпринимательской деятельностью и является помощником Артёма Дмитрука в парламенте. В ноябре 2020 года у четы родился сын Иван.
Прихожанин УПЦ МП.